# Ад в рая
Ад в рая (на испански: Infierno en el paraíso) е мексиканска теленовела, създадена и адаптирана от Нора Алеман, режисирана от Серхио Катаньо и Марио Мандухано и продуцирана от Карлос Сотомайор за Телевиса през 1999 г.
В главните роли са Алисия Мачадо и Хуан Ферара, а в отрицателните – Хулиета Росен и Диана Брачо. Специално участие вземат Роса Мария Бианчи, Елса Карденас, Серхио Корона и първите актриси Силвия Дербес и Магда Гусман.

## Сюжет
Алехандро Валдивия е зрял мъж, успешен бизнесмен, собственик на луксозна хасиенда, наречена „Рай“, където отглежда тютюн. Женен е за Фернанда, красива и лекомислена жена, която дълбоко обича. Един ден Алехандро открива, че Фернанда му е била невярна и се изправя срещу нея. Тя се опитва да избяга, а Алехандро, вбесен и погълнат от ревност, я преследва с автомобила си, причинявайки странен инцидент, при който тя изчезва и е обявена за мъртва.
Алехандро започва да живее обременен от чувството за вина и не може да бъде щастлив.
Появява се труп с висулка, приличаща на тази, която по-рано Алехандро е подарил на съпругата си. Тялото е в процес на разлагане и е невъзможно да се разбере самоличността на човека, въпреки това смъртният акт е подписан.
Мариан Ордиалес е младо и красиво момиче, към което Алехандро изпитва привличане. Той се среща с нея на гробището в деня, в който Фернанда е погребана. По случайност на съдбата двамата се срещат отново във важен момент - Алехандро, обзет от болката, прави опит за самоубийство, но е осуетен от Мариан. Така между двамата започва красива връзка.
Алехандро решава да вземе живота си в ръце и двамата с Мариан набързо сключват брак. Разбира се, нещата не са толкова лесни, когато се сблъскват със семейството на Алехандро, което се противопоставя на брака им, отивайки да живеят в „Рай“. Ожесточено негодува Дариана, сестрата на Алехандро, която иска да остане единствената наследница на богатството му. В подлите интриги и конфликти, които измисля, ѝ помага нейният син, като единствената им цел е да се отърват от Мариан.

## Актьори
- Алисия Мачадо - Мариан Ордиалес
- Хуан Ферара - Алехандро Валдивия
- Диана Брачо - Дариана Валдивия
- Хулиета Росен - Фернанда Прего де Валдивия / Франсиска Паоли Прадо
- Хулио Брачо Кастийо - Антонио Валдивия
- Ектор Суарес Гомис - Рикардо Селма
- Магда Гусман - Фернандо вдовица де Прего
- Силвия Дербес - Анхелика вдовица де Клементе
- Итати Канторал - Франсиска Паоли Прадо
- Роса Мария Бианчи - Долорес Алмада де Фернандес
- Арсенио Кампос - Сантяго
- Елисабет Агилар - Кони
- Серхио Корона - Отец Хуан
- Тони Браво - Хавиер
- Роксана Кастеянос - Жанет
- Шарис Сид - Клаудия Фернандес Алмада
- Елса Карденас - Елса
- Хосе Антонио Естрада
- Консуело Мендиола - Лаура Фернандес Алмада
- Аурора Молина - Ерминия
- Анхел Ередия
- Пако Ибаниес - Федерико Ордиалес
- Арчи Лафранко - Пол Ривърс
- Исраел Хайтович - Херардо
- Артуро Лафан - Фермин
- Себастиан Монкайо - Густаво
- Фернандо Моя - Панчо
- Мария Прадо - Доня Мари
- Мариана Санчес - Лусина
- Рафаел дел Вияр - Вилянуева
- Марлене Фавела - Патрисия
- Ампаро Гаридо - Ампаро
- Марко Уриел - Д-р Ектор Лапуенте
- Манола Диес - Асела
- Алехандро Авила - Фелипе
- Марта Алине - Сесилия
- Елия Доменсайн - Чела
- Франсиско Авенданьо - Хенаро
- Игнасио Гуадалупе - Пончо
- Карлос Спейцер

## Премиера
Премиерата на Ад в рая е на 21 юни 1999 г. по Canal de las Estrellas. Последният 90. епизод е излъчен на 22 октомври 1999 г.

## Любопитно
Историята много напомня на романа Ребека от Дафни дю Морие, въпреки че не е адаптация на това произведение. Нора Алеман, авторката на теленовелата, създава историята, без да се вдъхновява от класическия филм или съществуващите телевизионни адаптации, но винаги е била обвинявана, че за пореден път е плагиатствала баналната тема за имението, в което всички обожават първата съпруга на главния герой, превръщайки живота на новата му съпруга в истински ад. Освен това, както се случва при другите адаптации, първата съпруга всъщност е жива и е тази, която е отговорна за измъчването и подлудяването на втората жена на героя.